# Ronal Longa
Ronal Longa, född 30 juni 2004, är en friidrottare från Colombia. Han deltog vid olympiska sommarspelen 2024.